# 免償
免償(めんしよう：ラテン語: indulgentia英語: indulgences)とは、カトリック教会の教え（カテキズム）の一つで、すでに赦された罪に伴う有限の罰の免除（軽減）を意味する。なお、贖宥ともいう。

## 概要
カトリック教会の免償の意味を理解するためには、カトリック教会の教えによる「罪」と「罰」の概念を正しく理解する必要がある。罪のうち、大罪は神との交わりの断絶という「無限の罰」をもたらし、また、すべての罪は人の健全な在り方に反する執着等を引き起こし、その罪の結果が残る「有限の罰」をもたらす。罰は神の復讐ではなく、罪そのものが必然的にもたらす悪の結果であり、回心することによって償いをすることが、人を罰から解放するとされる。

## 歴史
古代教会では、罪を告白する信者に、長期の償いが課せられ、その償いが教会の権威によって軽減免除されたのが、この始まりとされる。
やがて個人告白の慣習が広がり、罪の軽重に従って様々な償いが課せられたが、巡礼・祈り・善行などで償いが全面的ないし部分的に免除されることが定められていった。そのため、免償・贖宥は、赦しの秘跡にともなって生まれたもので、中世以降には信心的な所行を行うことなどによって、自分ないし他者、特に「煉獄で罪の清めを受けている死者」の罰を軽減することと、理解されるようになっていった。
ある時期には、償いの免除が罪のゆるしそのものと混同されたり、迷信的様相も見られた。そのため、特に宗教改革においては、ルターから批判された。トリエント公会議においては、その教令で免償・贖宥の正当性が主張された。
近世以降もカトリック教会では、自他のため、特に死者のために免償・贖宥を得ることは信心業として大切にされてきた。免償・贖宥の本質的意義は、教会は一体であり、互いのために祈り支え合うことができることにある。現代の免償・贖宥の公式見解は、教皇パウロ6世の使徒的憲章「免償の教理」（1967）に見ることができる。

## 免償の種類と条件
免償には、全免償と部分免償の2種類がある。全免償は、有限の罰のすべてを免除するもので、部分免償は、有限の罰の一部を免除する。

### 部分免償
免償を受けるためには、次の3つの基本的な条件を満たしていなければならない。
1.免償を受けたいと思っていること。(意志・意向)
2.大罪が赦されていること。(成聖の恩恵の状態にある事)
3.免償を受けるために教会が指定するわざを果たすこと。

### 全免償
全免償を受けるためには、上記の基本的な条件を満たし、さらに次の条件も満たす必要がある。
1.全免償を受けるために、教会によって定められている条件を果たす前後の数日から数週間のうちに、ゆるしの秘跡を受けること。
2.同じ期間のうちに、聖体拝領をすること。
3.ローマ教皇の意向のために祈ること。
上記の条件を満たしたうえで、全免償を受けるために教会が指定するわざを果たすこと。